# Impenses
Les impenses sont un concept de droit civil, concernant les dépenses acceptables concernant un immeuble par exemple. L'on distingue notamment les impenses nécessaires, utiles et somptuaires.

## Droit québécois
En droit québécois, plusieurs dispositions du Code civil du Québec traitent d'impenses, entre autres aux articles 957 à 964 C.c.Q. dans le livre des biens, mais aussi ailleurs dans le code. 